# 松齡護老集團
松齡護老集團有限公司，簡稱松齡護老集團（英語：Pine Care Group Limited，港交所除牌前：1989），在1989年，由前主席嚴定國和非執行董事吳國富，於香港（總部）成立「松齡護理安老院」。
業務在香港經營安老服務行業。
股份在2017年2月15日於港交所主板上市。股份發售為259,200,000股，發行招股定價為0.69港元，而集資額為1.49億港元。
2020年2月，「鋪王」鄧成波與兒子鄧耀昇以7.7億港元買入松齡護老集團52%股權，鄧耀昇隨之為集團主席。
2022年8月，華懋集團以4.51億港元購入松齡護老集團約56.15%股權，由華懋集團行政總裁蔡宏興兼任松齡護老集團公司主席，華懋高層許慧敏主理
華懋入主時，向鄧氏買入逾51%股份，並需要提出全面要約，結果最終獲逾約40%股份接納，華懋持股由0%增至96%，雖然表示有意恢復公眾持股，惟停牌接近一年後，仍未完成。2023年10月，華懋提出私有化。

## 外部連結
- pinecaregroup.com （页面存档备份，存于）